# Jerzy Tkaczyk (aktor)

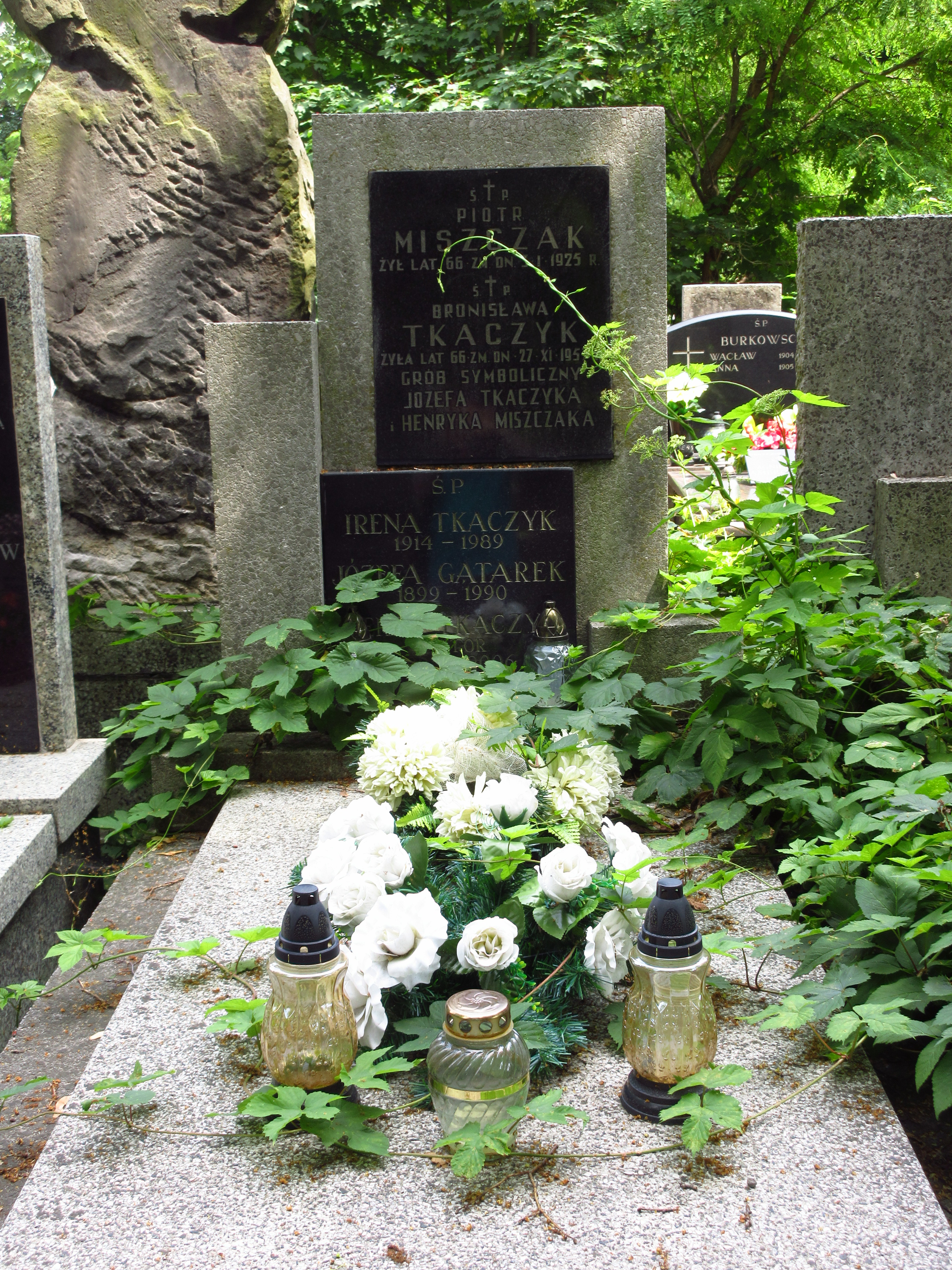
Grób Jerzego Romana Tkaczyka na cmentarzu Bródnowskim w Warszawie

Jerzy Roman Tkaczyk (ur. 17 września 1923 w Lecluze, zm. 22 marca 2006 w Skolimowie) – polski aktor drugoplanowy, teatralny, filmowy i dubbingowy.

## Życiorys
Syn Józefa. Jego debiut miał miejsce 15 września 1945. Dwa lata później, w roku 1947 zdał egzamin eksternistyczny.
Był aktorem Teatru Miejskiego w Częstochowie (1945–1949) oraz Miejskiego Teatru Dramatycznego w Warszawie (1946–1949). Miał swoje epizody również w Teatrze Powszechnym (1949–1956), Komedii (1956–1984), Teatrze Na Woli (1984–1986) oraz Teatrze Kwadrat (1986–1989).
Zmarł 22 marca 2006 w Skolimowie, pochowany 29 marca 2006 na cmentarzu Bródnowskim w Warszawie (kwatera 43E-6-8).

## Ordery i odznaczenia
- Srebrny Krzyż Zasługi (22 lipca 1953)[1]
- Medal 10-lecia Polski Ludowej (19 stycznia 1955)[2]
- Złota Odznaka honorowa „Za Zasługi dla Warszawy” (1982)

## Filmografia
- 1992: Kuchnia polska – towarzysz (odc. 4)
- 1989: Odbicia – mężczyzna grający w karty (odc. 5)
- 1988: Królewskie sny – biskup Wojciech Jastrzębiec
- 1987: Śmieciarz – kupiec zegarka (odc. 1)
- 1986: Zygfryd
- 1984–1988: Tajemnice wiklinowej zatoki – tata (głos)
- 1983–1989: W krainie czarnoksiężnika Oza – Blaszany Drwal (głos)
- 1981: Najdłuższa wojna nowoczesnej Europy – dyrektor Dzwonkowski
- 1979: Do krwi ostatniej – porucznik Daniecki
- 1977: Wielka podróż Bolka i Lolka – wódz Indian (głos)
- 1976: Ocalić miasto – inżynier Hans Kruger
- 1976: Złota kaczka
- 1976: Polskie drogi (odc. 10)
- 1975: Dyrektorzy – ksiądz na pogrzebie ojca Stokłosa
- 1974–1977: Czterdziestolatek – działacz klubu sportowego (odc. 5)
- 1972: Jak daleko stąd, jak blisko – przyjezdny z zagranicy

## Dubbing
- 2001: Woodruff and the Schnibble of Azimuth –
  - Mędrzec czasu,
  - Mędrzec urodzaju,
  - Prezes Klubu Moralności
- 1991: Słoń Benjamin – Święty Mikołaj
- 1988: Tylko Manhattan – Właściciel kiosku
- 1988: Gandahar – Blaminhoe
- 1988: Oliver i spółka – Winston
- 1985: Asterix kontra Cezar – Gajusz (pierwsza wersja dubbingowa)
- 1984: Ostatnie dni Pompei – Olinthus
- 1984: Hamlet – Raymond
- 1983: Rycerz i Księżniczka – kupiec
- 1983: O dzielnym kowalu
- 1982: Hotel Polanów i jego goście – Kobel
- 1981: Plastusiowy pamiętnik – scyzoryk
- 1978–1980: Arabela − Czarodziej Vigo
- 1978: Wodne dzieci – sir John
- 1977: Mali mieszkańcy wielkich gór – Wódz
- 1976: Pogoda dla bogaczy
- 1976: Podróż kota w butach – Grunon
- 1975–1976: Pszczółka Maja –
  - Pająk,
  - Mucha,
  - Grubas,
  - Chrząszcz Kustosz,
  - Trzmiel,
  - Szerszeń
- 1975: Ulzana-wódz Apaczów
- 1974: Spragniona miłości
- 1973: Siedemnaście mgnień wiosny –
  - Szef radzieckiego wywiadu (odc. 2),
  - Agent (odc. 4, 6),
  - Dolmann (odc. 5),
  - Ekspert (odc. 10)
- 1973: Rodzina Straussów – Amon
- 1972: Lala[potrzebny przypis]
- 1972: Jeże rodzą się bez kolców
- 1972: Miś Yogi: Jak się macie – Misia znacie? – Snively
- 1971: Królowa Elżbieta – Bridges
- 1971: Prywatny detektyw – Jacob De Fries
- 1971: Pipi – Włóczęga Blom
- 1971: Got mit uns
- 1971: Zerwanie
- 1971: Śmierć w Wenecji
- 1970: Saga rodu Forsyte’ów
  - wuj Swithin,
  - Elderson
- 1970: Był sobie łajdak
- 1970: Zwycięzca
- 1969: Białe Wilki
- 1968: Kapryśne lato – Ksiądz
- 1968: Trzej świadkowie
- 1968: Skradziony balon – kapitan statku
- 1968: Cudowna lampa Aladyna – dżin
- 1964: Winnetou wśród Sępów – Martin Baumann
- 1963: Mój przyjaciel delfin
- 1962: Dwoje na huśtawce
- 1962–1963: Lew Lippy – kapitan
- 1961-1964: Miś Yogi – myśliwy (odc. 15)
- 1961–1962: Kot Tip-Top
- 1957: Dwunastu gniewnych ludzi –
  - Ławnik #12 (wersja z 1959 roku)
  - Ławnik #7 (wersja z 1973 roku)